# بايارد فورست
بايارد فورست (بالإنجليزية: Bayard Forrest)‏ مواليد 8 يوليو 1954 في سان خوسيه، هو لاعب كرة سلة أمريكي معتزل. بدأ مسيرته الاحترافية في سنة 1977. تم اختياره من قبل فريق سياتل سوبرسونيكس خلال الدرافت. حمل الرقم 35. يبلغ طوله 6 قدم 10 بوصة (2.1 م). اعتزل اللعب في 1979.

## روابط خارجية
- بايارد فورست على موقع إن بي أي (الإنجليزية)
- بايارد فورست على موقع سبورتس رفرنس (الإنجليزية)
- بايارد فورست على موقع ريلجم (الإنجليزية)
- بايارد فورست على موقع بروبوليرز (الإنجليزية)